# Giuseppe d'Arimatea (poema)
Giuseppe d'Arimatea è un poema in ottosillabi di Robert de Boron che riprende il tema del Graal e lo risemantizza in chiave religiosa. È la storia della salvezza dell'umanità, il cui simbolo è il Graal ovvero il calice dal quale bevve Cristo durante l'Ultima Cena e che fu usato, secondo Boron, da Giuseppe di Arimatea per raccoglierne il sangue.